# 無記

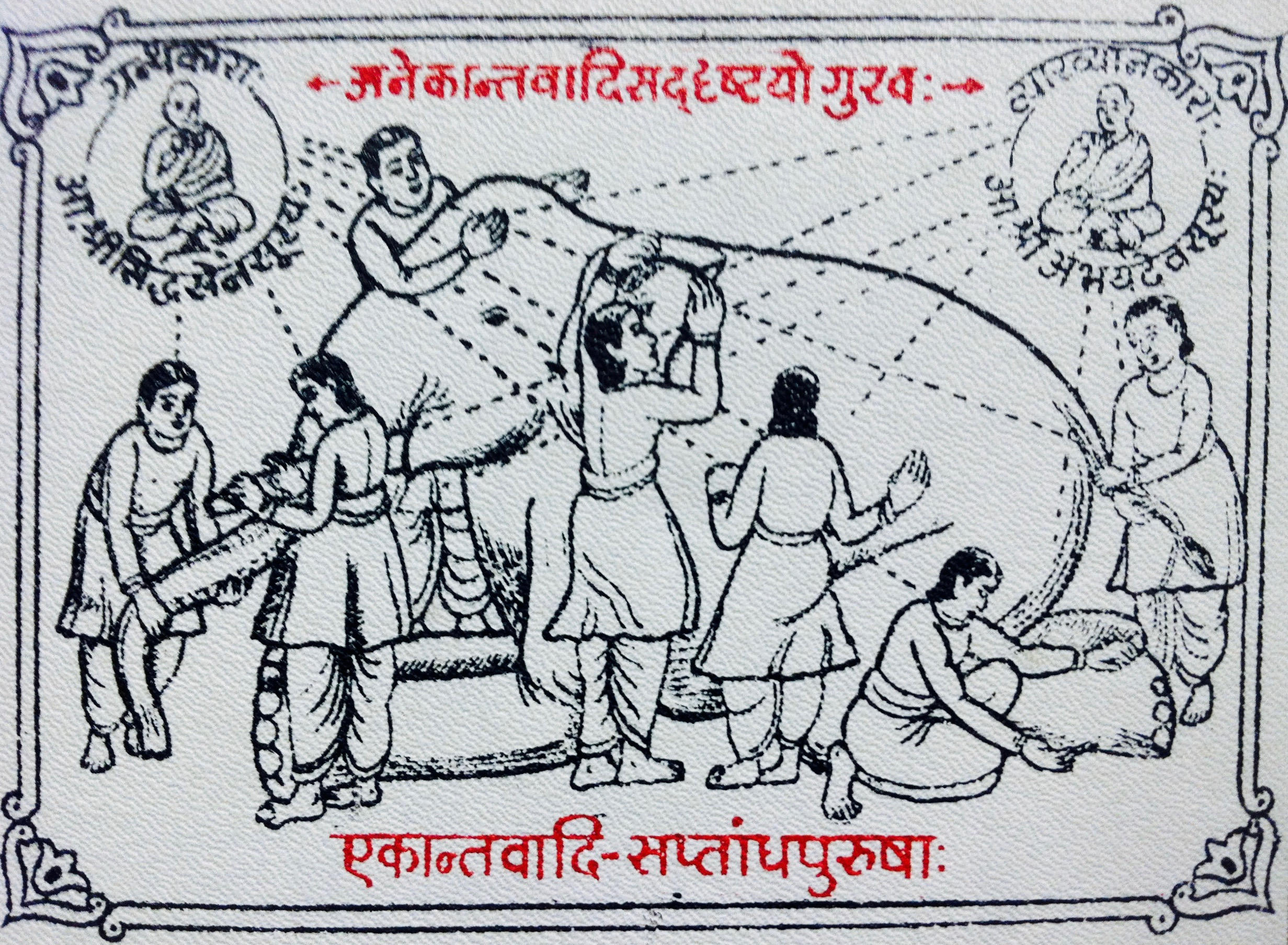
群盲象を評す。自説経にて取り上げられる

無記（むき、巴: avyākata, アヴィヤーカタ、梵: avyākṛta, アヴィヤークリタ）とは、仏教において、釈迦がある問いに対して、回答・言及を避けたことを言う。仏説経典に回答内容を記せないので、漢語で「無記」と表現される。主として形而上学的な、「世界の存続期間や有限性」「生命と身体の関係」「修行完成者（如来）の死後のあり方」といった仏道修行に直接関わらない・役に立たない関心についての問いに対して、このような態度が採られた。
その数から、「十無記」（じゅうむき）、「十四無記」（じゅうしむき）、「十六無記」（じゅうろくむき）等とも呼ばれる。無記答（むきとう）、捨置記（しゃちき）ともいう。学説においては、釈迦は中道を意図したとの主張がある。
また、仏教では、倫理的価値を (1) 善、(2) 悪、(3) 無記の3つに分けるが、このうち「無記」は、「善とも悪とも記別することができないもの」をいう。

## 我について
仏教では無我を説き、常一主宰な我を否定したうえで輪廻すると説く。

### アーナンダ経
パーリ仏典無記相応のアーナンダ経では、釈迦はヴァッチャゴッタ姓の遊行者の以下の問いかけに対し、どちらにも黙して答えなかったと記されている。
1. 我(attā)はあるか？
2. 我はないのか？

この問いに答えなかった理由は、あると答えれば常住論者（sassatavādā）に同ずることになり、ないと答えれば断滅論者（ucchedavādā）に同ずることになるからと説いている。

### 一切漏経
パーリ仏典一切漏経では、我への愛着につながる「無駄な探求」として、以下の16の問いかけを挙げている。
1. 私は過去に存在したのか？
2. 私は過去に存在しなかったのか？
3. 過去の私は何物だったのか？
4. 過去の私はどのようにあったのか？
5. 過去の私は何物から何物となったのか？
6. 未来に私は存在するのか？
7. 未来に私は存在しないのか？
8. 未来の私は何物となっているか？
9. 未来の私はどうなるのか？
10. 未来の私は何物から何者となるのか？
11. 私は存在しているのか？
12. 私は存在していないのか？
13. 私は何物なのか？
14. 私はどのようであるか？
15. 私はどこから来たのか？
16. 私はどこへ行くのか？

釈迦はこれらの思考は、常見、断見といった悪見につながると述べている。

## 十無記
パーリ仏典中部小マールンキャ経では十無記について記述されている。
釈迦は、修行中のマールキヤプッタ尊者より、これまで釈迦が回答を避けてきた以下10つの疑問について回答を求められた。
1. 世界（loka）は常住（sassato）であるのか
2. 世界は無常（asassato）であるのか
3. 世界は有限（antavā）であるのか
4. 世界は無限（anantavā）であるのか
5. 生命（jīvaṃ）と身体（sarīra）は同一か
6. 生命と身体は別個か
7. 修行完成者（如来）は死後存在するのか
8. 修行完成者（如来）は死後存在しないのか
9. 修行完成者（如来）は死後存在しながらしかも存在しないのか
10. 修行完成者（如来）は死後存在するのでもなく存在しないのでもないのか

これに対して釈迦は、毒矢のたとえを説き、「それらがどうであろうと、生・老・死、悲しみ・嘆き・苦しみ・憂い・悩みはあるし、現実にそれらを制圧する（すなわち、「毒矢の手当てをする」）ことを私は教えるのである」と回答した。
問1-6については、釈迦は自説経において群盲象を評すの寓話を挙げ、「ある一部分のみを見る人たちは、その一部分に執着して論争する」と説く。
問5-6については、釈迦は相応部無明縁経において中道を説いて否定し、続いて十二縁起を指し示している。
問7-10については、釈迦は火ヴァッチャ経において「存在しない（将来に生じない性質のものとなっている）」と答えを与えている。

## 善でも悪でもない無記（唯識思想、倶舎論など）
仏教の唯識思想においては、（眼識、耳識、鼻識、舌識、身識、意識の六識の更に深層にある第八階層の）阿頼耶識は無記であるとされる。自己の過去の業は善あるいは悪であるが、現在の自己を成り立たしめている根源そのものである阿頼耶識は、過去の業から独立している（異熟である）とされるためである。阿頼耶識は善・悪の種子を蔵する拠り所となるが、もしもその阿頼耶識自体が本質的に悪ならば、我々はいつまでも迷いの世界を脱することができず、またもしも本質的に善ならば、迷いの世界はありえないことになるため、阿頼耶識そのものは、善・悪いずれの性質をも帯びない無記であるとされている。なお、善でも悪（=不善（ふぜん））でもない中性のものを指す「無記」の用語は、倶舎論を含め仏教全般で用いられることがある。善、悪（=不善）、無記とをあわせて三性（さんしょう）という。 
この無記のうち、煩悩のけがれのある無記を有覆無記（うふくむき、うぶくむき梵: nivṛtāvyākṛta）と、煩悩のけがれのない無記を無覆無記（むふくむき、むぶくむき、梵: anivṛtāvyākṛta）という。なお、阿頼耶識は、さとりに達するための修行の障害（「覆」）がないという意味で、「無覆無記」という。また、（六識の更に深層にある第七階層の）末那識は、我癡・我見・我慢・我愛の四つの煩悩をしたがえており、障害があることから「有覆無記」という 。 